# Богданівка (Липовецька міська громада)
Богдані́вка — село в Україні, у Липовецькій міській громаді Вінницького району Вінницької області. Біля села розташований залізничний зупинний пункт Богданівка (за 0,5 км). Населення становить 306 осіб.

## Історія
Станом на 1885 рік у колишньому власницькому селі Росошанської волості Липовецького повіту Київської губернії мешкала 671 особа, налічувалось 85 дворових господарств, існували православна церква, школа та постоялий будинок.
За переписом 1897 року кількість мешканців зросла до 949 осіб (469 чоловічої статі та 480 — жіночої), з яких 933 — православної віри.
12 червня 2020 року, розпорядження Кабінету Міністрів України № 707-р «Про визначення адміністративних центрів та затвердження територій територіальних громад Вінницької області», Богданівська сільська рада об'єднана з Липовецькою міською громадою.
19 липня 2020 року, в результаті адміністративно-територіальної реформи та ліквідації Липовецького району, село увійшло до складу Вінницького району.

## Населення

### Мова
Розподіл населення за рідною мовою за даними перепису 2001 року:
| Мова            | Кількість | Відсоток |
| --------------- | --------- | -------- |
| українська      | 301       | 98.37%   |
| російська       | 4         | 1.31%    |
| інші/не вказали | 1         | 0.32%    |
| Усього          | 306       | 100%     |

## Галерея

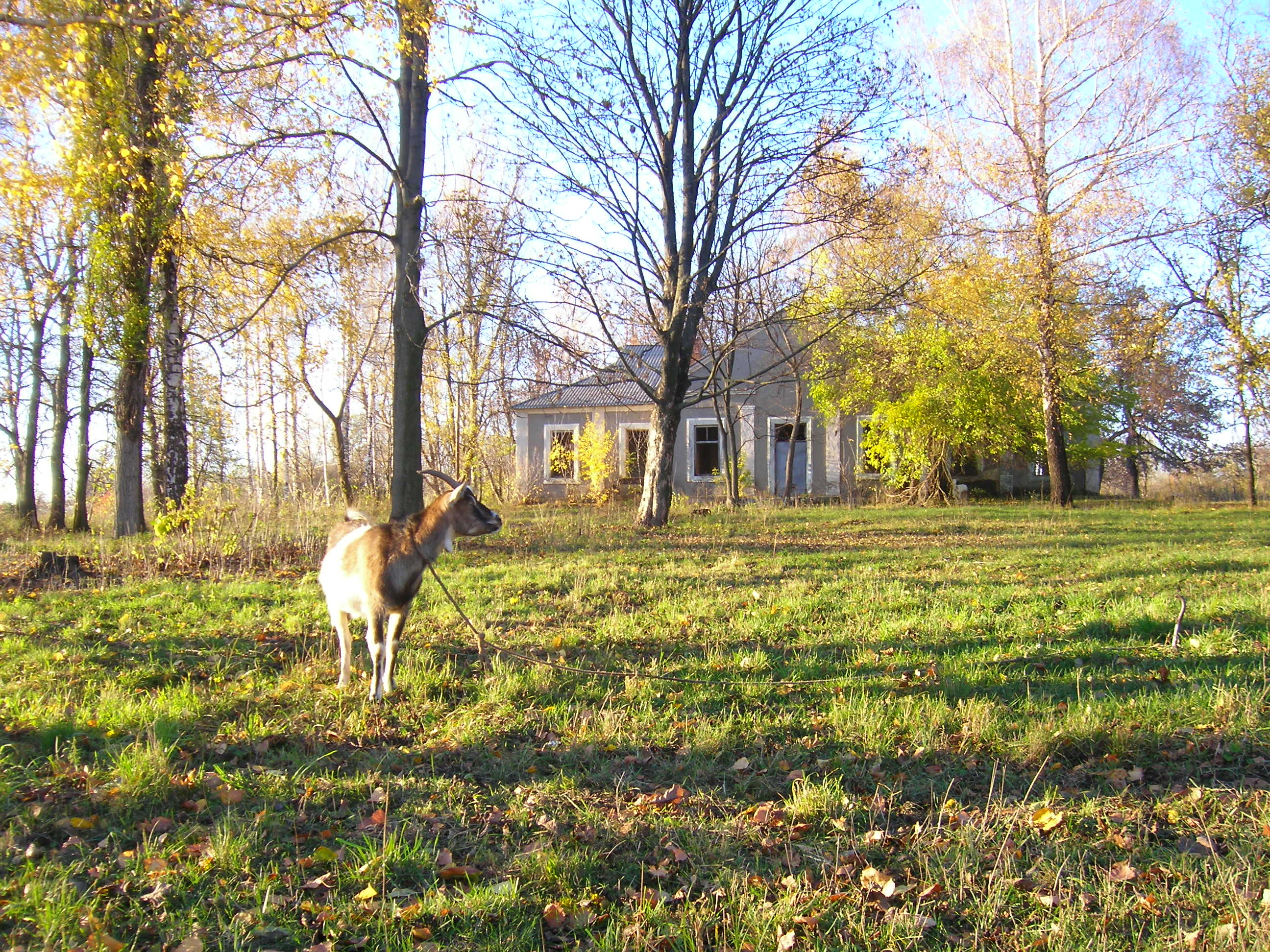
У парку села
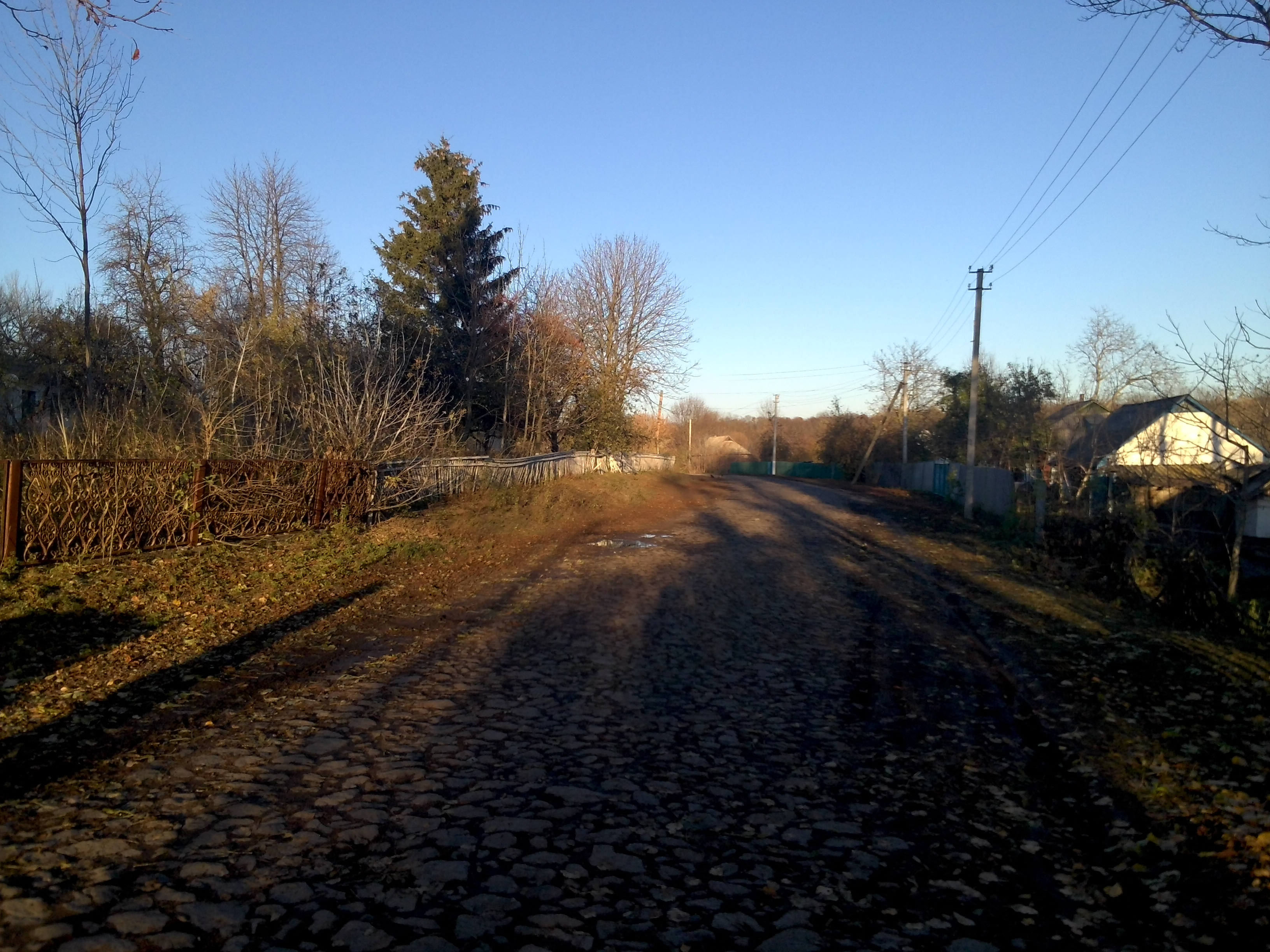
Центральна вулиця села
Пам'ятник воїнам–односельчанам, полеглим на фронтах німецько-радянської війни